# Schlossstraße 33 (Korschenbroich)

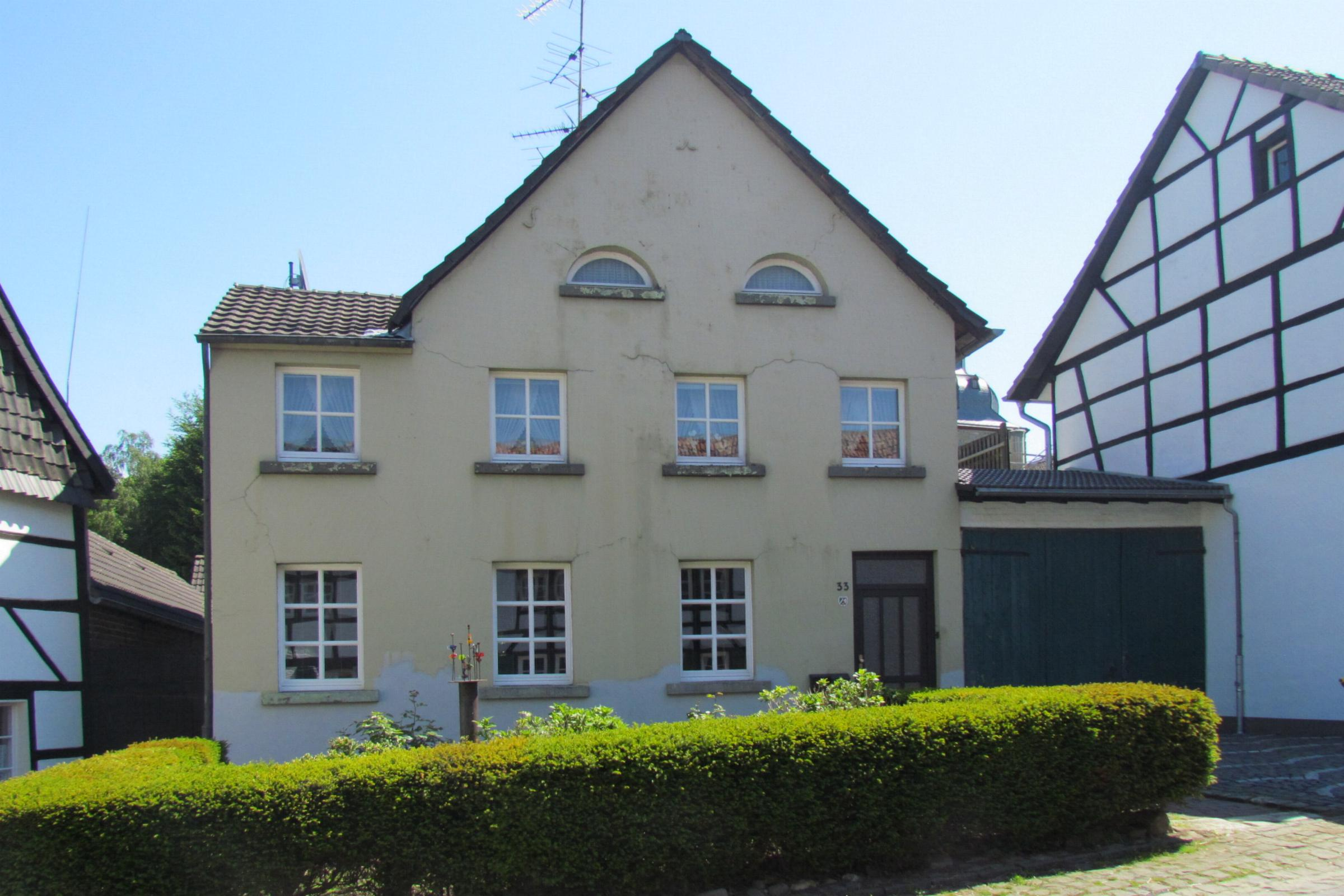
Wohnhaus

Das Wohnhaus Schlossstraße 33 steht im Stadtteil Liedberg in Korschenbroich im Rhein-Kreis Neuss in Nordrhein-Westfalen.
Das Haus wurde im 18. Jahrhundert erbaut und unter Nr. 141 am 10. September 1987 in die Liste der Baudenkmäler in Korschenbroich eingetragen.

## Architektur
Bei dem Denkmal handelt es sich um ein zweigeschossiges Wohnhaus aus dem 18. Jahrhundert. Das Haus war das ehemalige Pastoratshaus von Liedberg. Das heutige Erscheinungsbild zeigt sich durch Umbauten im 19. Jahrhundert gegenüber dem ursprünglichen Zustand stark verändert.
Das Haus „Schlossstraße 33“ stellt als Bestandteil des denkmalwerten Ensembles des alten historischen Marktes ein Denkmal dar. Liedberg und insbesondere auch der noch vorhandene Markt haben für die Stadtgeschichte von Korschenbroich heimatgeschichtliche Bedeutung.